# Coccinellinae
I Coccinellinae Latreille, 1807, sono una sottofamiglia di insetti dell'ordine dei Coleotteri (famiglia Coccinellidae), comprendente numerose specie di medie o grandi dimensioni. In questo raggruppamento sono comprese le coccinelle più familiari; presente in tutto il mondo, costituisce il raggruppamento più vasto e più rappresentativo della famiglia.

## Descrizione
Queste coccinelle sono caratterizzate dalle dimensioni discrete, con corpo lungo più di 4-5 mm, glabro e dai colori vistosi, con tinte generalmente rosse o gialle. Può avere una forma marcatamente convessa, fino ad essere emisferica, con femori completamente nascosti alla vista dorsale, oppure allargata.
Il capo è infossato nel protorace e porta antenne di media lunghezza composte da 11 articoli. L'apparato boccale mostra alcuni caratteri tipici: le mandibole sono bifide o multidentate, l'ultimo articolo dei palpi mascellari è marcatamente triangolare e molto più sviluppato degli altri, ricordando la forma di una scure. La forma e lo sviluppo dell'ultimo articolo del palpo mascellare sono caratteri presenti anche in altre sottofamiglie, ma nei Coccinellinae è molto più marcato.

## Sistematica
La suddivisione interna di questa sottofamiglia ha subito diverse revisioni. In passato comprendeva un numero di specie molto più elevato rispetto all'attualità, con una suddivisione che ha annoverato fino a 30 tribù. Attualmente il numero di tribù è stato ridimensionato:
- Tribù Coccinellini. Generi:
  - Aages
  - Adalia
  - Ailocaria
  - Alloneda
  - Anatis
  - Anisolemnia
  - Anisosticta
  - Antineda
  - Anegleis
  - Aphidecta
  - Archegleis
  - Australoneda
  - Autotela
  - Bothrocalvia
  - Callicaria
  - Calvia
  - Cheilomenes
  - Chelonitis
  - Chloroneda
  - Cirocolla
  - Cleobora
  - Clynis
  - Coccinella
  - Coccinula
  - Coelophora
  - Coleomegilla
  - Cycloneda
  - Declivitata
  - Docimocaria
  - Dysis
  - Egleis
  - Eoadalia
  - Eoanemia
  - Eriopis
  - Erythroneda
  - Eumegilla
  - Harmonia
  - Heterocaria
  - Heteroneda
  - Hippodamia
  - Hysia
  - Illeis
  - Lemnia
  - Lioadalia
  - Macronaemia
  - Megalocaria
  - Megillina
  - Micraspis
  - Microcaria
  - Microneda
  - Mononeda
  - Mulsantina
  - Myrrha
  - Myzia
  - Naemia
  - Neda
  - Nedina
  - Neocalvia
  - Neoharmonia
  - Nesis
  - Oenopia
  - Oiocaria
  - Olla
  - Oxytella
  - Palaeoneda
  - Paranaemia
  - Phrynolemnia
  - Procula
  - Propylea
  - Pseudadonia
  - Pseudoenopia
  - Sospita
  - Sphaeroneda
  - Spiloneda
  - Synona
  - Synonycha
  - Xanthadalia
- Tribù Discotomini. Generi:
  - Discotoma
  - Euseladia
  - Pristonema
  - Seladia
  - Vodella
- Tribù Halyziini. Generi:
  - Eothea
  - Halyzia
  - Macroilleis
  - Metamyrrha
  - Microneda
  - Neohalyzia
  - Oxytella
  - Protothea
  - Psyllobora
  - Vibidia
  - Thea
- Tribù Singhikalini. Generi:
  - Singhikalia
- Tribù Tytthaspidini. Generi:
  - Bulaea
  - Isora
  - Tytthaspis